# Gare d'Onagawa
La gare d'Onagawa (女川駅, Onagawa-eki) est une gare terminus située dans le bourg d'Onagawa, dans la préfecture de Miyagi au Japon.

## Situation ferroviaire

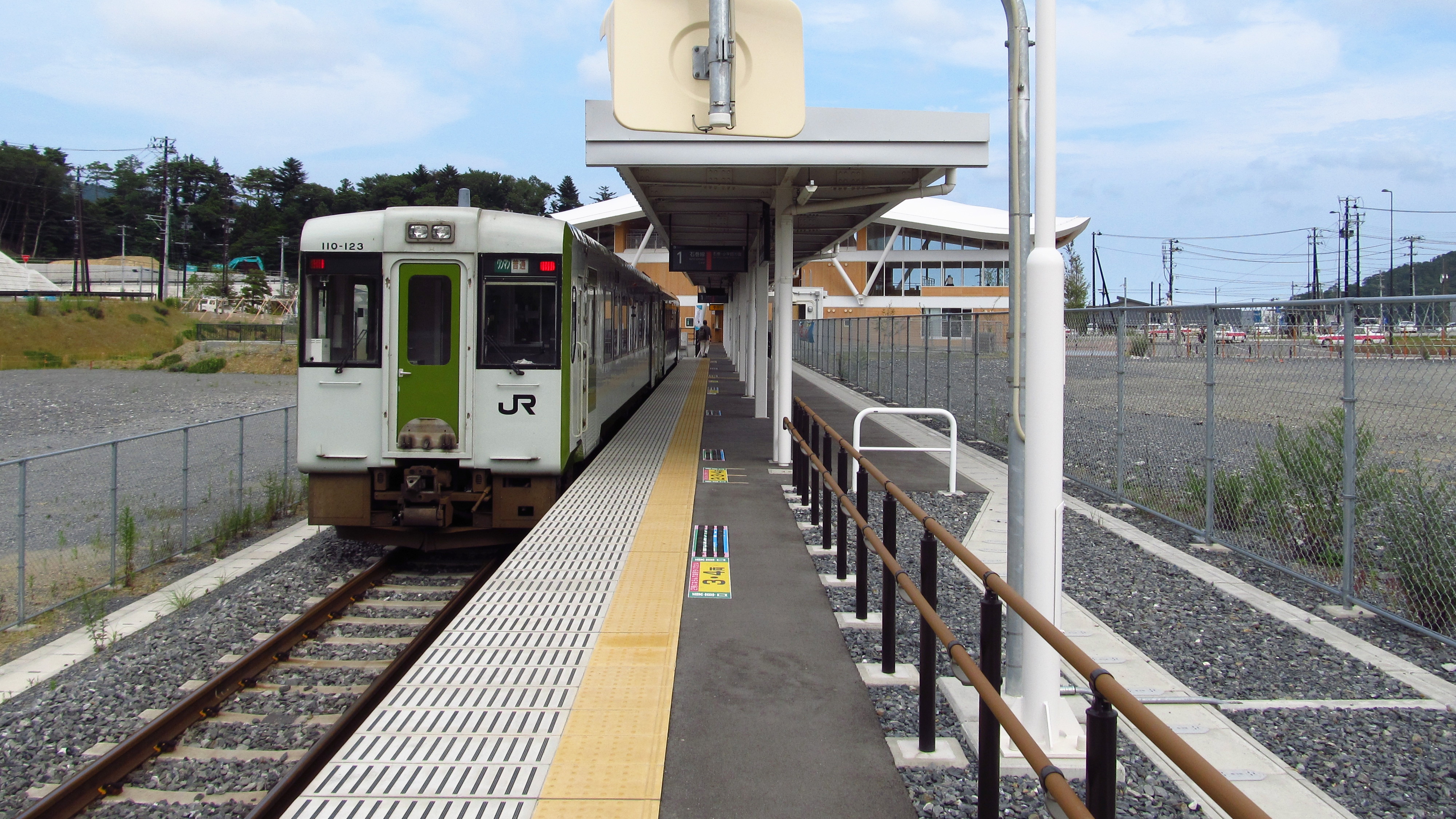
Le terminus de la gare

La gare d'Onagawa est située au point kilométrique (PK) 44,9 de la ligne Ishinomaki dont elle marque la fin.
Onagawa est l'une des deux gares ferroviaire desservant le bourg éponyme, avec la gare d'Urashuku (en).

## Histoire
La gare d'Onagawa a été inaugurée le 7 octobre 1939. La gare a intégré le réseau de la JR East lors de la privatisation de la JNR le 1er avril 1987. 
La gare ainsi que le reste de la ligne a été détruite lors du tsunami du 11 mars 2011.

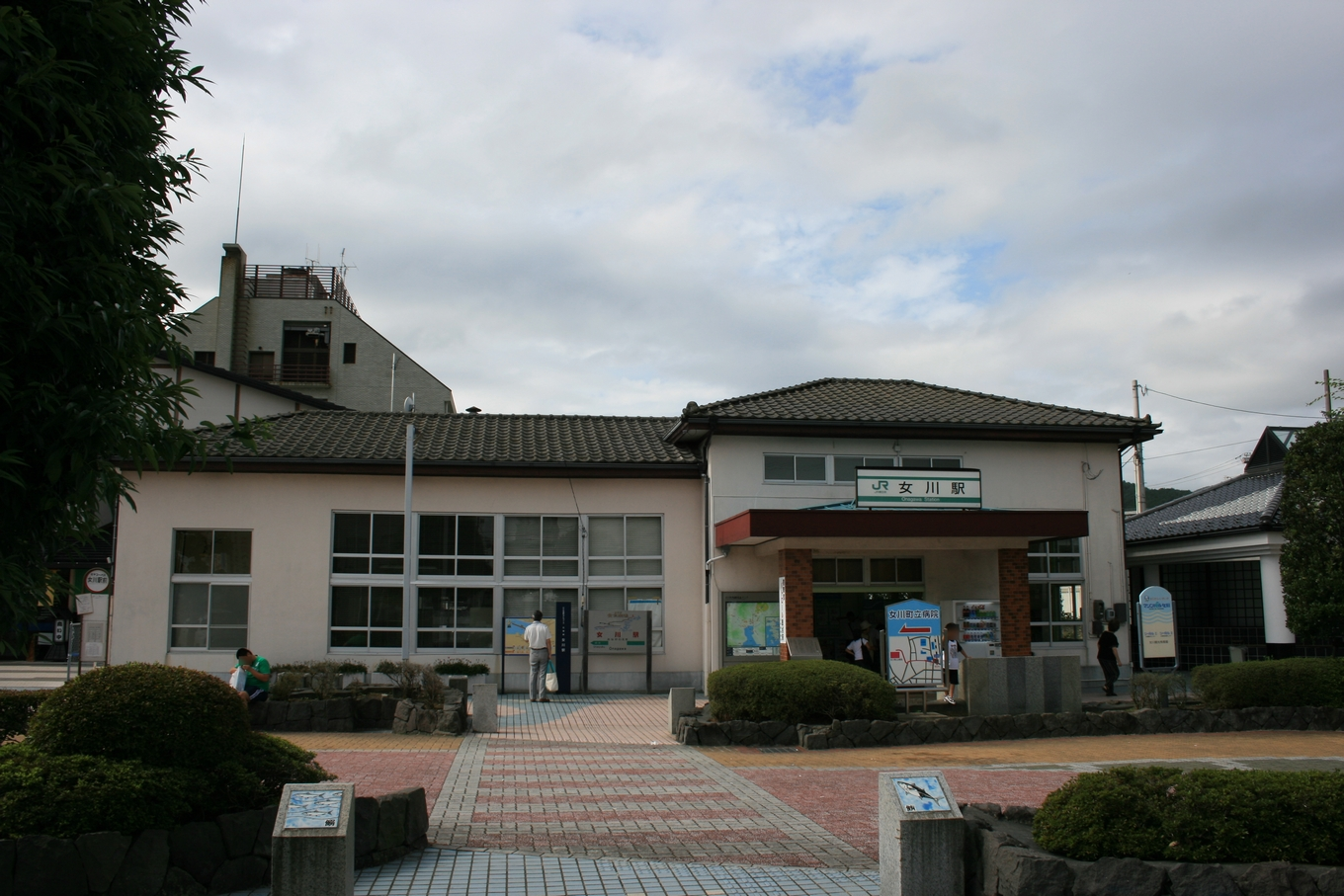
Gare d'Onagawa en 2007
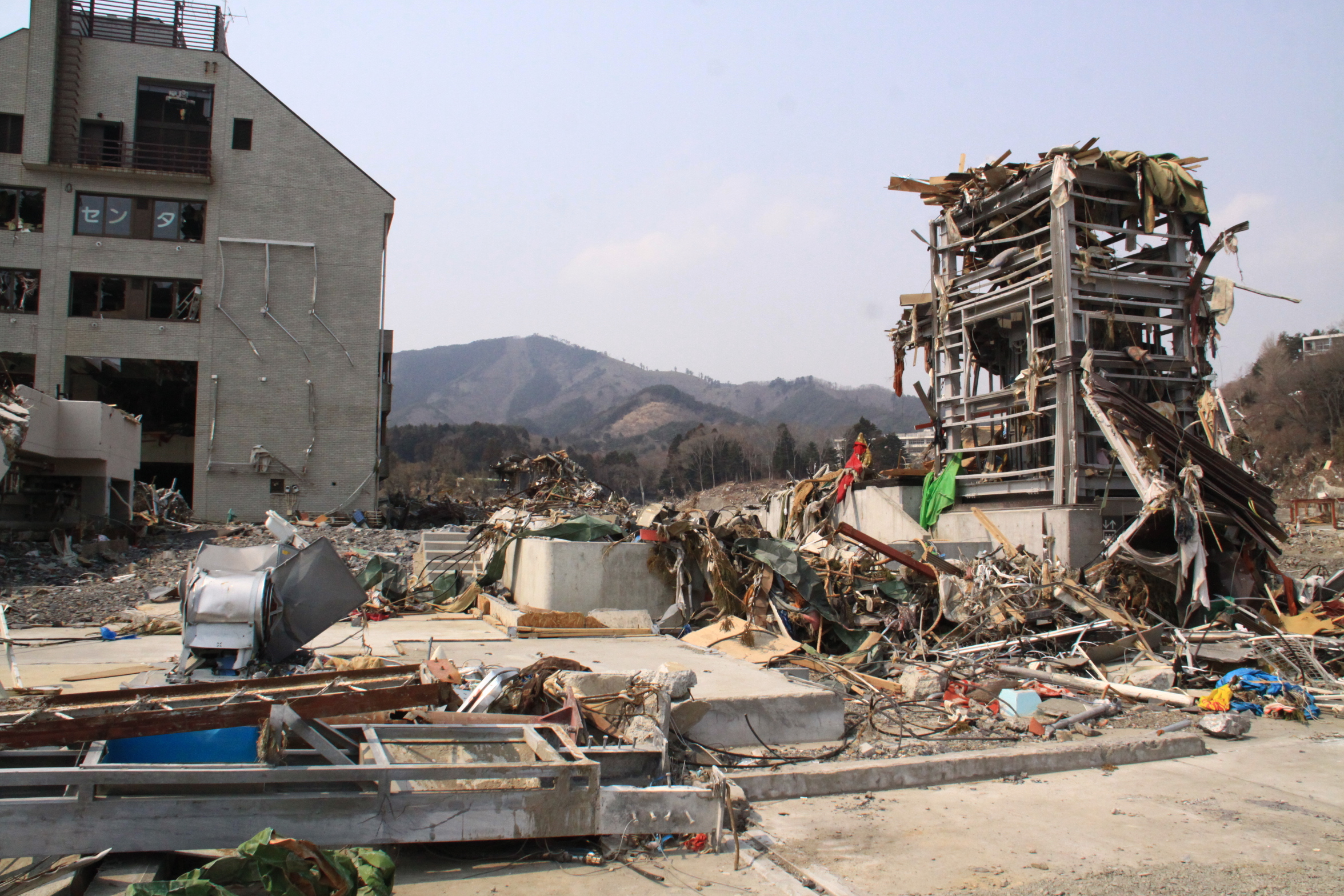
Les ruines de la gare après le tsunami de mars 2011

Quatre ans plus tard, le 21 mars 2015, le nouveau bâtiment de la gare est inauguré, marquant la fin de la restauration de l'ensemble de la ligne Ishinomaki. Celui-ci a été conçu par l'architecte Shigeru Ban, lauréat du prix Pritzker d'architecture, qui a également contribué à la conception d'habitations temporaires dans la ville à la suite du tsunami. 

## Service des voyageurs

### Accueil
La gare dispose d'un bâtiment voyageurs, avec guichets, ouvert tous les jours. Elle comprend aussi de puis sa restauration un centre communautaire intégré et des bains publics aux étages supérieurs.

### Desserte
- Ligne Ishinomaki :
  - voie 1 : direction Ishinomaki (interconnexion avec la ligne Senseki pour Aoba-dōri), Maeyachi (interconnexion avec la ligne Kesennuma pour Yanaizu (en)), Kogota.